# Encomium: A Tribute to Led Zeppelin
| Recensione      | Giudizio |
| --------------- | -------- |
| All Music Guide |          |

Encomium: A Tribute to Led Zeppelin è un album pubblicato nel 1995 come album di tributo ai Led Zeppelin. Quest'album è composto di varie cover di brani famosi dei Led Zeppelin da parte di artisti che all'epoca erano sotto contratto con l'Atlantic Records.

## Tracce
1. Misty Mountain Hop (4 Non Blondes) - 5:44
2. Hey Hey What Can I Do (Hootie & the Blowfish) - 3:27
3. D'yer Mak'er (Sheryl Crow) - 4:20
4. Dancing Days (Stone Temple Pilots) - 4:02
5. Tangerine (Big Head Todd and the Monsters) - 3:36
6. Thank You (Duran Duran) - 4:32
7. Out on the Tiles (Blind Melon) - 3:14
8. Good Times, Bad Times (Cracker) - 2:43
9. Custard Pie (Helmet con David Yow dei Jesus Lizard) - 4:41
10. Four Sticks (Rollins Band) - 3:30
11. Going to California (Never The Bride) - 4:24
12. Down by the Seaside (Tori Amos con Robert Plant) - 7:49

## Informazioni
- Tracce 1 e 10-11 da Led Zeppelin IV.
- Traccia 2 dal singolo Immigrant Song.
- Tracce 3-4 da Houses of the Holy.
- Tracce 5 e 7 da Led Zeppelin III.
- Traccia 6 da Led Zeppelin II.
- Traccia 8 da Led Zeppelin.
- Traccia 9 e 12 da Physical Graffiti.

- Nella versione originale la traccia Fool in the Rain cantata dai Maná non è presente; essa è però inclusa nella versione per il mercato latinoamericano e nella versione laserdisc insieme a interviste e alcuni spezzoni.

- Catalogo: Atlantic 82731-2